# Any Gabrielly
Any Gabrielly Rolim Soares (Guarulhos, 9 de outubro de 2002) é uma cantora, compositora, dançarina, modelo, atriz e dubladora brasileira, e ex-membro do grupo internacional Now United. Ela agora é uma artista solo gerenciada por Simon Fuller. Any é considerada uma das cantoras nacionais de maior extensão vocal da geração, sendo uma soprano lírico com mais de 4 oitavas (C3-G5-F7). Fez história em 2020, com apenas 17 anos. Any Gabrielly se tornou a primeira brasileira a ser indicada ao Video Music Awards, da MTV. Ela concorreu ao prêmio de Melhor Grupo com o Now United. Seu trabalho mais conhecido foi dublando a versão brasileira da animação, Moana, onde Any deu a voz a personagem-título. Desde cedo demonstrou talento para o canto e atuação, seu primeiro papel foi dando vida a Jovem Nala, no musical da Broadway, O Rei Leão. Participou também da série de televisão do canal Gloob, Buuu - Um Chamado para a Aventura, como Chica.

## Biografia
Any Gabrielly Rolim Soares tinha apenas seis anos de idade quando cantarolou as primeiras notas, entre uma brincadeira e outra, chamando a atenção da família, especialmente da tia Laura Carolinah. As óperas que o avô gostava de ouvir foram um convite para que Any tivesse seu interesse pela arte despertado, buscando enfim por estudos que apresentassem a ela o canto, a dança e a interpretação. Aos oito anos de idade, foi aprovada na Escola Municipal de Bailado de São Paulo, apresentando-se nos teatros Grande Otelo, Cacilda Becker e Teatro Municipal.
Ela, também, participou de algumas canções do Palavra Cantada.

## Carreira

### Atuação
Com nove anos de idade, Any Gabrielly foi escolhida para ser uma das jovens Nalas em “O Rei Leão”, clássico musical da Broadway que passou pelo Brasil em 2013. A produção contou com um longo processo de audição dividido em cinco etapas, somado a um workshop de 15 dias, de onde Any saiu aprovada e disposta a viver uma nova rotina, que implicaria em três meses de ensaio de segunda a sábado e, após a estreia, uma longa temporada de apresentações duas vezes por semana.
Em 2015, Any gravou o seriado Buuu - Um Chamado para a Aventura, interpretando a nerd Chica.
Em 2024 foi confirmada como a protagonista do filme "As dez vantagens de morrer depois de você", baseado no livro homônimo de Fernanda de Castro Lima. No papel de Gabriela Muniz, a jovem deve cumprir dez desafios deixados pela melhor amiga, Júlia, antes dela morrer. As gravações acontecerão no ano de 2025.

### Dublagem
Passando por alguns testes em julho de 2016, Any estreia como dubladora, na versão brasileira da animação Moana: Um Mar de Aventuras, como a primeira princesa polinésia da Disney, Moana Waialiki.
“Fui chamada para um teste no estúdio de dublagem em São Paulo, onde cantei com o diretor Nandu Valverde e dublei com o diretor Rodrigo Andreatto. Foi uma nova experiência pela complexidade da personagem, fora que passar toda a emoção através da voz exige uma intensidade muito maior. Sendo meu primeiro trabalho na dublagem, meus diretores me guiaram com excelência” - conta.
Any também gravou algumas canções para a animação, sendo "Saber Quem Sou", versão brasileira da música "How Far I'll Go" de Auli'i Cravalho, seu maior sucesso, até então.
No ar em Disney Channel Brasil, Any dublou Kaylee, personagem de Jade Alleyne, na versão brasileira de The Lodge: Música e Segredos.
De volta as telas do cinema e ao mundo da dublagem, Any dá a voz brasileira para personagem Nooshy em Sing 2, filme lançado em 6 de janeiro de 2022.

### 2017–2022:Carreira como membro do Now United
No dia 14 de novembro de 2017, o nome de Any foi revelado como uma das integrantes, sendo a sexta até então. Em dezembro do mesmo ano, o grupo lança seu primeiro single, "Summer In The City".
Em Junho de 2019, foi lançado o clipe da música "Paraná", onde Any tem o maior destaque. E em Setembro do mesmo ano foi lançado nas plataformas digitais a canção "Legends", onde Any também tem o maior destaque, a canção tem uma versão em português chamada "Lendas", lançado em novembro de 2019 na véspera da Dreams Come True Tour.
No dia 22 de Setembro de 2022, Any Gabrielly anunciou em uma entrevista para a Rolling Stone, sua saída do grupo musical Now United para seguir em carreira solo.

### 2023–presente:Carreira solo
Em 4 de abril de 2023, Any Gabrielly assinou um contrato de gravação com a Republic Records para o lançamento de seu trabalho como artista solo.
Em 12 de agosto de 2024, Any Gabrielly anunciou seu primeiro single solo intitulado "Sweat", que foi lançado em 23 de agosto. Em 25 de outubro, Any Gabrielly lançou "Waste Your Love".

## Vida pessoal
Any Gabrielly tem uma meia-irmã mais nova chamada Isabelli, nascida em 2010. Ela é de origem afro-brasileira e é fluente em português, inglês e espanhol.  Sua mãe nasceu em uma família de ancestralidade afro-brasileira, holandesa, italiana, espanhola e portuguesa, com 8 irmãos na Freguesia do Ó, na zona Norte de São Paulo.

## Filmografia

### Cinema
| Ano | Título                                    | Personagem     | Notas                                 | Ref.   |
| --- | ----------------------------------------- | -------------- | ------------------------------------- | ------ |
| TBA | As Dez Vantagens de Morrer Depois de Você | Gabriela Muniz | As gravações serão realizadas em 2025 | [ 17 ] |

### Televisão
| Ano  | Título                            | Personagem    | Notas                                   | Ref.   |
| ---- | --------------------------------- | ------------- | --------------------------------------- | ------ |
| 2015 | Buuu - Um Chamado para a Aventura | Chica         | Elenco principal                        | [ 38 ] |
| 2018 | Dreams Come True: The Documentary | Ela mesma     | Documentário sobre a criação do NU      | [ 39 ] |
| 2020 | Meus Prêmios Nick                 | Apresentadora | Embaixadora das categorias audiovisuais | [ 40 ] |
| 2022 | Poliana Moça                      | Ela mesma     | Participação especial; capítulo 73      | [ 41 ] |

### Internet
| Ano       | Título                      | Papel     | Notas               | Ref.   |
| --------- | --------------------------- | --------- | ------------------- | ------ |
| 2020 2023 | Any Gabrielly Convida       | Ela mesma | Talkshow no YouTube | [ 42 ] |
| 2021      | Any Gabrielly Cozinha       | Ela mesma | Talkshow no YouTube | [ 43 ] |
| 2021      | Love, Love, Love. A Musical | Any       | Curta-metragem      | [ 44 ] |
| 2021      | Especial de Natal           | Ela mesma | Talkshow no YouTube | [ 45 ] |

### Teatro
| Ano  | Título                       | Papel                           | Ref.                 |
| ---- | ---------------------------- | ------------------------------- | -------------------- |
| 2013 | O Rei Leão: O Musical        | Nala (Jovem)                    | [ 46 ] [ 47 ]        |
| 2014 | Menino Maluquinho, o Musical | Coro / Cover de Shirley Valéria | [ 48 ] [ 49 ] [ 50 ] |
| 2017 | Broadway in Concert          |                                 | [ 51 ]               |

### Dublagem
| Ano  | Título                | Papel | Ref.                 |
| ---- | --------------------- | ----- | -------------------- |
| 2018 | O Pergaminho Vermelho | Idril | [ 52 ] [ 53 ] [ 54 ] |

| Ano  | Título                                    | Papel        | Notas                    | Ref.                        |
| ---- | ----------------------------------------- | ------------ | ------------------------ | --------------------------- |
| 2017 | Moana: Um Mar de Aventuras                | Moana        | Protagonista             | [ 55 ] [ 56 ] [ 57 ] [ 58 ] |
| 2017 | A Bela e a Fera                           | —            | Vozes Adicionais / Coros |                             |
| 2017 | The Lodge: Música e Segredos              | Kaylee       | Elenco Principal         |                             |
| 2018 | Viva: A Vida é uma Festa                  | —            | Coro                     |                             |
| 2019 | WiFi Ralph                                | Moana        | Participação             | [ 59 ]                      |
| 2019 | Aladdin                                   | —            | Coro                     |                             |
| 2019 | O Rei Leão                                | —            | Coro                     |                             |
| 2021 | Sing 2                                    | Nooshy       | Personagem Secundário    | [ 24 ] [ 25 ]               |
| 2023 | As Tartarugas Ninja: Caos Mutante         | April O'Neil | Protagonista             | [ 60 ]                      |
| 2023 | LEGO Disney Princesa: Aventura no Castelo | Moana        | Protagonista             |                             |
| 2023 | Era Uma Vez Um Estúdio                    | Moana        | Protagonista             |                             |
| 2024 | Moana 2                                   | Moana        | Protagonista             | [ 61 ]                      |

## Discografia

### Singles

#### Como artista principal
| Título | Ano               | Melhores posições | Melhores posições | Álbum |
| Título | Ano               | BRA               | iTunes            | Álbum |
| ------ | ----------------- | ----------------- | ----------------- | ----- |
| 2024   | "Sweat"           | —                 | 8                 | TBA   |
| 2024   | "Waste Your Love" | —                 | 9                 | TBA   |

### Singlespromocionais
| Ano  | Canção                                          | Álbum                            |
| ---- | ----------------------------------------------- | -------------------------------- |
| 2018 | "Fazer História"                                | Adicionado à nenhum álbum        |
| 2024 | "Além" (Versão Créditos Finais) (part. Te Vaka) | Moana 2 (Trilha Sonora Original) |

### Outras aparições
| Ano  | Canção                                | Outro(s) artista(s)                                      | Álbum                                                            |
| ---- | ------------------------------------- | -------------------------------------------------------- | ---------------------------------------------------------------- |
| 2016 | "Seu Lugar"                           | Saulo Javan, Mariana Elisabetsky e Rejani Humphreys      | Moana: Um Mar de Aventuras (Trilha Sonora Original em Português) |
| 2016 | "Saber Quem Sou"                      | —                                                        | Moana: Um Mar de Aventuras (Trilha Sonora Original em Português) |
| 2016 | "Saber Quem Sou, Segunda Parte (Bis)" | —                                                        | Moana: Um Mar de Aventuras (Trilha Sonora Original em Português) |
| 2016 | "Canção Ancestral"                    | Rejani Humphreys                                         | Moana: Um Mar de Aventuras (Trilha Sonora Original em Português) |
| 2016 | "Teu Nome eu Sei"                     | Vai Mahina, Olivia Foa'i, Opetaia Foa'i e Matthew Ineleo | Moana: Um Mar de Aventuras (Trilha Sonora Original em Português) |
| 2024 | "Voltar"                              | Villagers of Motunui                                     | Moana 2 (Trilha Sonora Original)                                 |
| 2024 | "Além"                                | Rejani Humphreys                                         | Moana 2 (Trilha Sonora Original)                                 |
| 2024 | "A Vida é Boa no Mar"                 | Ítalo Luiz, Eri Correia e Walter Cruz                    | Moana 2 (Trilha Sonora Original)                                 |
| 2024 | "Além (Reprise)"                      | —                                                        | Moana 2 (Trilha Sonora Original)                                 |
| 2024 | "Pra Ir Além (Te Fenua te Malie)"     | Olivia Foa'i, Opetaia Foa'i e Te Vaka                    | Moana 2 (Trilha Sonora Original)                                 |

## Prêmios e indicações
| Ano  | Prêmio                  | Categoria                   | Indicação            | Resultado | Ref.          |
| ---- | ----------------------- | --------------------------- | -------------------- | --------- | ------------- |
| 2020 | Tudo Information Awards | Influencer do Ano           | Any Gabrielly        | Venceu    |               |
| 2020 | Prêmio Jovem Brasileiro | Melhor TikToker             | Any Gabrielly        | Indicado  | [ 62 ]        |
| 2020 | Prêmio Jovem Brasileiro | Melhor Instagram            | Any Gabrielly        | Indicado  | [ 62 ]        |
| 2020 | Prêmio Jovem Brasileiro | Revelação Digital           | Any Gabrielly        | Indicado  | [ 62 ]        |
| 2020 | Prêmio Jovem Brasileiro | Melhor Vídeo de Dança       | Any Gabrielly        | Indicado  | [ 62 ]        |
| 2020 | Prêmio Jovem Brasileiro | Jovem com Mais Estilo       | Any Gabrielly        | Indicado  | [ 62 ]        |
| 2020 | Meus Prêmios Nick       | Tiktoker do Ano             | Any Gabrielly        | Venceu    | [ 63 ]        |
| 2020 | Meus Prêmios Nick       | Instagram do Ano            | Any Gabrielly        | Indicado  | [ 63 ]        |
| 2020 | Meus Prêmios Nick       | Inspiração do Ano           | Any Gabrielly        | Indicado  | [ 63 ]        |
| 2020 | Meus Prêmios Nick       | Conteúdo Digital            | #AnyGabriellyConvida | Indicado  | [ 63 ]        |
| 2020 | BreakTudo Awards        | Personalidade da Internet   | Any Gabrielly        | Venceu    | [ 64 ]        |
| 2020 | BreakTudo Awards        | TikToker Nacional           | Any Gabrielly        | Venceu    | [ 64 ]        |
| 2020 | Capricho Awards         | Inspiração de Estilo        | Any Gabrielly        | Indicado  | [ 65 ]        |
| 2020 | Capricho Awards         | Ícone do BR                 | Any Gabrielly        | Indicado  | [ 65 ]        |
| 2020 | Prêmio Contigo!         | Revelação Musical           | Any Gabrielly        | Venceu    | [ 66 ] [ 67 ] |
| 2021 | Meus Prêmios Nick       | Criador Genial              | Any Gabrielly        | Indicado  | [ 68 ]        |
| 2022 | MTV Miaw                | From Brazil!                | Any Gabrielly        | Venceu    | [ 69 ]        |
| 2023 | Kid's Choice Awards     | Artista Brasileiro Favorito | Any Gabrielly        | Venceu    |               |

### Com o Now United
Com apenas 17 anos, Any Gabrielly é a primeira brasileira da história a ser indicada ao Video Music Awards, da MTV. Ela concorreu ao prêmio de Melhor Grupo com o Now United.